# Lijst van voetbalinterlands Tsjecho-Slowakije - Wales
Deze lijst van voetbalinterlands is een overzicht van alle officiële voetbalwedstrijden tussen de nationale teams van Tsjecho-Slowakije en Wales. De landen speelden twaalf keer tegen elkaar. De eerste ontmoeting, een kwalificatiewedstrijd voor het Wereldkampioenschap voetbal 1958, werd gespeeld in Cardiff op 1 mei 1957. Het laatste duel, een kwalificatiewedstrijd voor het Wereldkampioenschap voetbal 1994, vond plaats op 8 september 1993 in Cardiff.

## Wedstrijden
| №  | Plaats  | Datum            | Competitie           | Wedstrijd                 | Uitslag |
| -- | ------- | ---------------- | -------------------- | ------------------------- | ------- |
| 1  | Cardiff | 1 mei 1957       | WK 1958 kwalificatie | Wales – Tsjecho-Slowakije | 1 – 0   |
| 2  | Praag   | 26 mei 1957      | WK 1958 kwalificatie | Tsjecho-Slowakije – Wales | 2 – 0   |
| 3  | Swansea | 21 april 1971    | EK 1972 kwalificatie | Wales – Tsjecho-Slowakije | 1 – 3   |
| 4  | Praag   | 27 oktober 1971  | EK 1972 kwalificatie | Tsjecho-Slowakije – Wales | 1 – 0   |
| 5  | Wrexham | 30 maart 1977    | WK 1978 kwalificatie | Wales – Tsjecho-Slowakije | 3 – 0   |
| 6  | Praag   | 16 november 1977 | WK 1978 kwalificatie | Tsjecho-Slowakije – Wales | 1 – 0   |
| 7  | Cardiff | 19 november 1980 | WK 1982 kwalificatie | Wales – Tsjecho-Slowakije | 1 – 0   |
| 8  | Praag   | 9 september 1981 | WK 1982 kwalificatie | Tsjecho-Slowakije – Wales | 2 – 0   |
| 9  | Wrexham | 29 april 1987    | EK 1988 kwalificatie | Wales – Tsjecho-Slowakije | 1 – 1   |
| 10 | Praag   | 11 november 1987 | EK 1988 kwalificatie | Tsjecho-Slowakije – Wales | 2 – 0   |
| 11 | Ostrava | 28 april 1993    | WK 1994 kwalificatie | Tsjecho-Slowakije – Wales | 1 – 1   |
| 12 | Cardiff | 8 september 1993 | WK 1994 kwalificatie | Wales – Tsjecho-Slowakije | 2 – 2   |

## Samenvatting
| Competitie      | Totaal gespeeld | Winst Tsjecho-Slowakije | Gelijk | Winst Wales | Doelsaldo Tsjecho-Slowakije – Wales |
| --------------- | --------------- | ----------------------- | ------ | ----------- | ----------------------------------- |
| WK-kwalificatie | 8               | 3                       | 2      | 3           | 8 − 8                               |
| EK-kwalificatie | 4               | 3                       | 1      | 0           | 7 − 2                               |
| Totaal          | 12              | 6                       | 3      | 3           | 15 − 10                             |

## Details

### Elfde ontmoeting
| WK 1994 kwalificatie (Ostrava, Tsjecho-Slowakije, 28 april 1993):                                                                                       |              | |
| Tsjecho-Slowakije | 1 – 1        | Wales |
| Radoslav Latal 41' | goals        | 31' Mark Hughes |
| Václav Ježek | bondscoach   | Terry Yorath |
| Petr Kouba Miroslav Kadlec Miloš Glonek 67' Jiří Novotný Petr Vrabec Radoslav Látal Václav Němeček Luboš Kubík Jiří Němec 80' Pavel Kuka Ľubomír Luhový | opstellingen | Neville Southall David Phillips 52' Paul Bodin Clayton Blackmore Andy Melville Kit Symons Barry Horne Dean Saunders Ian Rush Mark Hughes Ryan Giggs |
| Radek Bejbl 67' Peter Dubovský 80' | wissels      | 52' Mark Bowen |
| | gele kaarten | 73' Andy Melville |

### Twaalfde ontmoeting
| WK 1994 kwalificatie (Cardiff, Wales, 8 september 1993): |       |                                   |
| Wales                                                    | 2 – 2 | Tsjecho-Slowakije                 |
| Ryan Giggs 21' Ian Rush 35'                              | goals | 16' Pavel Kuka 67' Peter Dubovský |